# Kościół św. Patryka w Londynie
Kościół Świętego Patryka – rzymskokatolicki kościół parafialny na Soho Square w Londynie, pod którym znajdują się rozległe katakumby (rozpościerające się głęboko pod placem i dalej). Kościół został prawdopodobnie poświęcony jako kaplica w budynku za Carlisle House 29 września 1792. Był jedną z pierwszych katolickich świątyń, na budowę których zezwolono w Wielkiej Brytanii po reformacji (Catholic Relief Act) i pierwszą w Anglii dedykowaną św. Patrykowi. 

## Historia i architektura

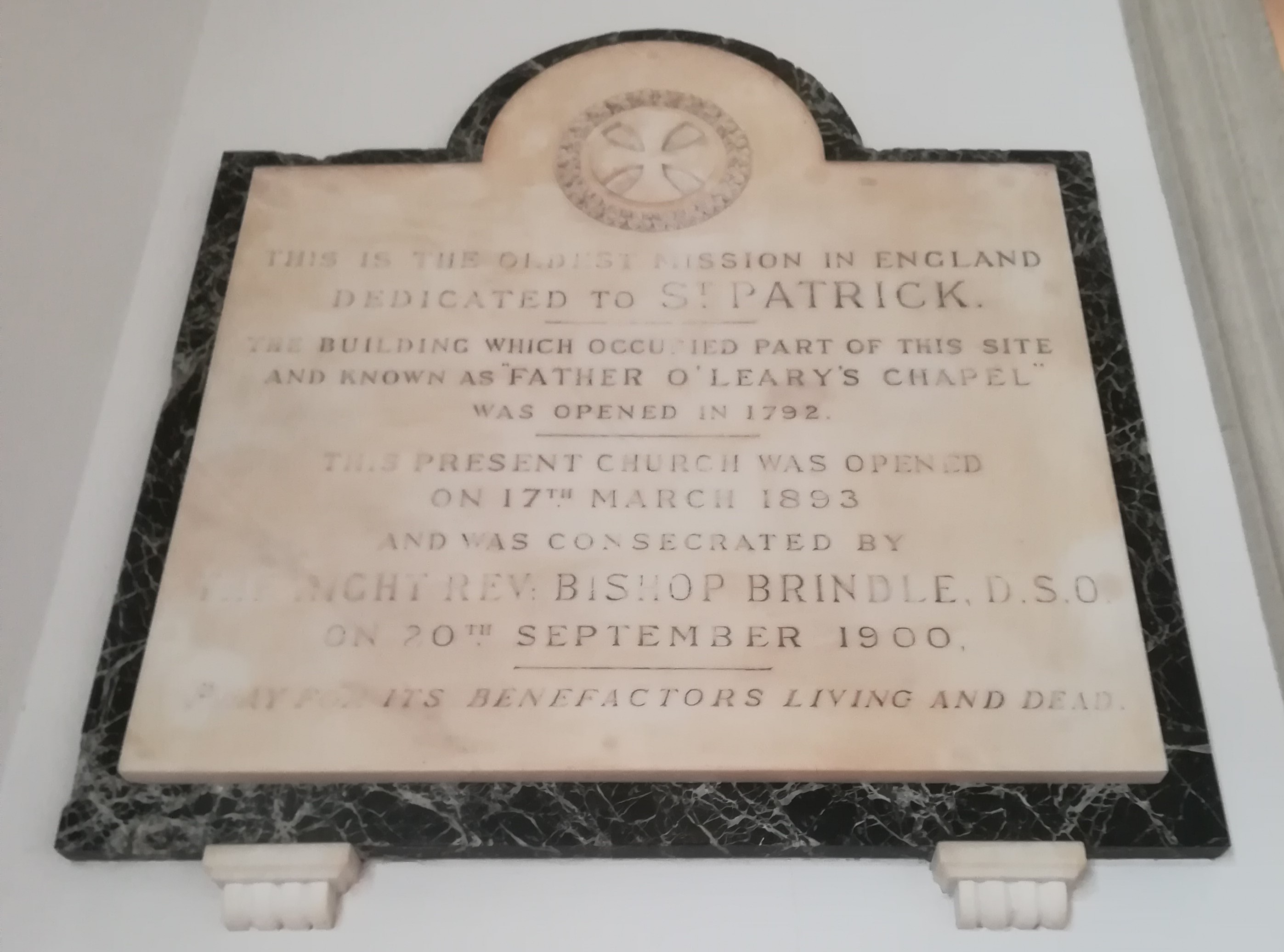
Tablica upamiętniająca poświęcenie kościoła (1900)

Obecny obiekt został zbudowany w latach 1891–1893 według projektu Johna Kelly'ego z Leeds i zastąpił wcześniejszą, mniejszą kaplicę zbudowaną przez ojca Arthura O'Leary'ego w latach 90. XIX wieku. Świątynia została poświęcona przez biskupa Roberta Brindle'a 20 września 1900. W nowym kościele zachowało się kilka zabytków ze starej świątyni, np. pomnik ojca O’Leary’ego, XVIII-wieczna Pietà i część drewnianej konstrukcji ołtarzy bocznych. Na jednej ze ścian wisi inskrypcja upamiętniająca konsekrację kościoła w 1792.
Kościół ma nietypowy, wydłużony kształt ze względu na określone wówczas ograniczenia. Wzniesiony jest z cegieł i ma dzwonnicę. Pokryty jest łupkowym dachem. Wpisano go na listę zabytków w klasie II. Główne wejście ma ganek w stylu rzymskim z kolumnami korynckimi. Nad wejściem znajduje się napis: Ut christiani ita et romani sitis. Jest to cytat zaczerpnięty z pism św. Patryka. 
Budynek został zamknięty z powodu remontu i odnowy między 28 lutego 2010, a 31 maja 2011. Podczas renowacji nabożeństwa odbywały się w pobliskiej kaplicy św. Barnaby w Domu św. Barnaby. 
Kościół jest macierzystą świątynią społeczności irlandzkiej w Londynie (ojciec O'Leary pełnił posługę wśród przeważająco irlandzkiej ludności slumsów na West Endzie).

## Tablice pamiątkowe
Wewnątrz kościoła umieszczone są tablice pamiątkowe, w tym fundacyjna, a także ku czci Juana Pablo Vizcardo y Guzmána (1748–1798), peruwiańskiego pisarza zamieszkałego przy nieodległej Wardour Street, jak również upamiętniająca lokalnych proboszczów od 1792 do 2001 i kaznodzieję, Arthura O'Leary'ego (1729–1802).

## Galeria

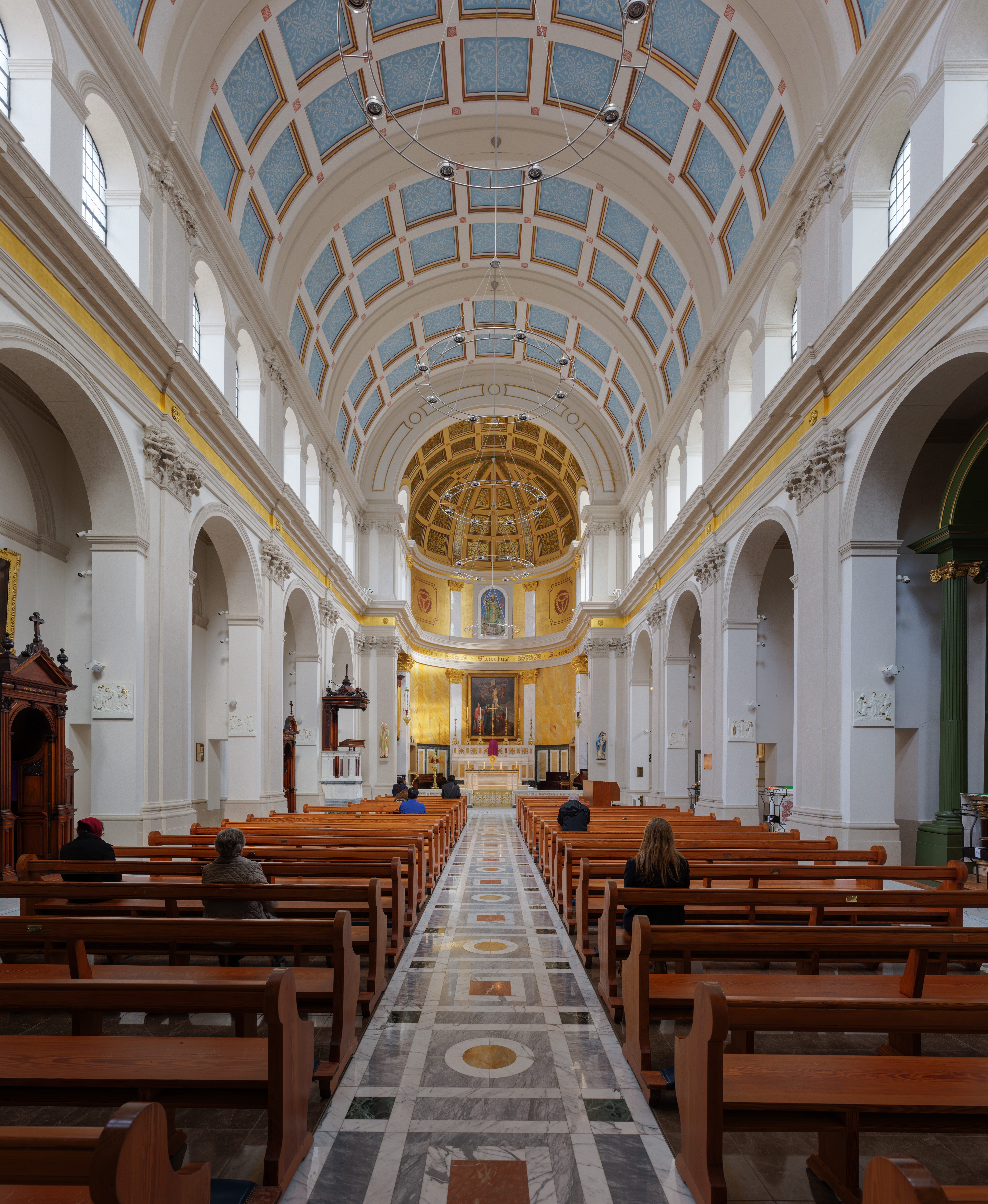
Wnętrze z prezbiterium
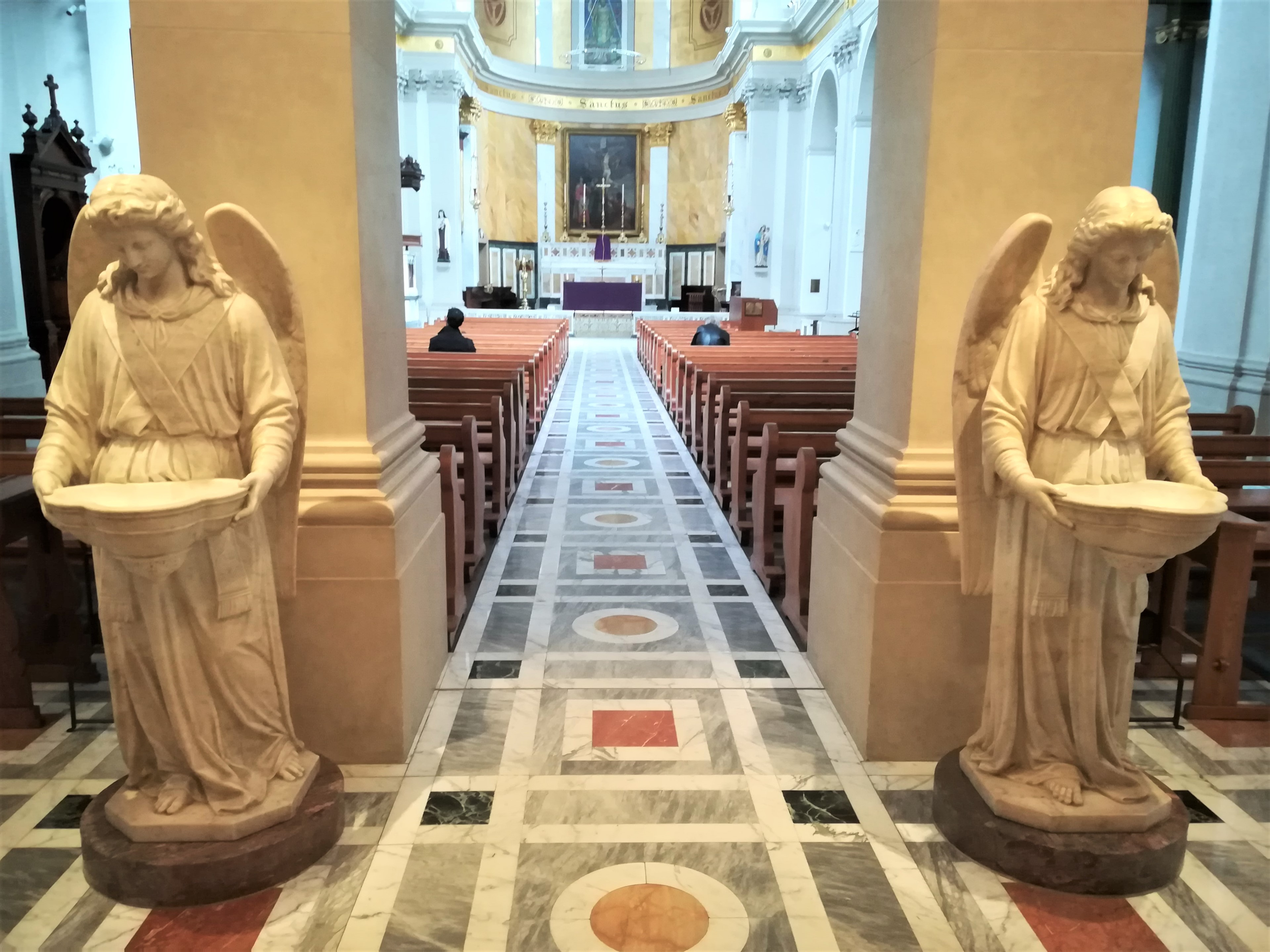
Wejście do nawy głównej